# Ajtala
Ajtala (armenio: Ախթալա) es una comunidad urbana de Armenia perteneciente a la provincia de Lorri.
En 2011 tiene 2092 habitantes.
Se conoce la existencia de la localidad desde el siglo XVIII, cuando el rey Heraclio II de Kartli-Kajetia invitó a griegos de Gümüşhane a asentarse para explotar las minas de plata y cobre. No obstante, en la zona ya hubo asentamientos previos, como demuestran la presencia aquí de la Fortaleza Ajtala y del Monasterio de Ajtala. El pueblo fue elevado a comunidad urbana en 1939.
Se ubica junto a la frontera con Georgia, a medio camino entre Vanadzor y Tiflis.